# František Švantner
František Švantner (pseudonymy Fraňo Bystran, Bystran; 29. ledna 1912, Bystrá, Uhersko – 13. října 1950 Praha, Československo) byl slovenský spisovatel – prozaik.

## Životopis
František Švantner se narodil v rodině dělníka. Vzdělání získal ve svém rodišti, později v Podbrezové a na učitelském ústavu v Banské Bystrici. Po ukončení vzdělání pracoval jako učitel ve vícero slovenských městech (Mýto pod Ďumbierom, Podbrezová, Nová Baňa, Hronský Beňadik), až nakonec krátce působil jako ředitel školy v Hronově. Pracoval také v místních organizacích Matice slovenské, kde byl činný v oblasti osvěty. Stal se členem Literárního odboru Umělecké besedy slovenské, vedoucím Tvořivého filmového kolektivu a také osvětovým inspektorem. Zemřel na mozkový nádor v nemocnici v Praze.

## Tvorba
Psát začal již v době svých studií na učitelském ústavu, kdy publikoval svoji první povídku v časopisu Svojeť. Ve své tvorbě čerpal hlavně z archaických mýtů a lidových balad. Velký vliv na jeho tvorbu měli Émile Zola, Victor Hugo, Charles Ferdinand Ramuz, Fjodor Michajlovič Dostojevskij, ze slovenských autorů to byli hlavně Margita Figuli, Ľudo Ondrejov či Dobroslav Chrobák, nicméně studoval i dílo E. A. Poa. Ve svých dílech oslavuje přírodu a přírodní život, využívá naturalistické a lyrické prostředky, využívá prvky iracionality a fantastiky,
jakož i senzualismu a erotiky. Především zkoumá hranici mezi životem a smrtí. Vykresluje také psychologické, sociální a dobové motivace jednání svých postav a dějů.

## Dílo

### Knižní vydání
- 1933 Výpoveď, povídka (uveřejněná v časopisu Svojeť)
- 1942 Malka, novely
- 1946 Nevesta hôľ, román
- 1956 Život bez konca, román (vydán posmrtně)
- 1966 Dáma, sbírka novel (Dáma, Sedliak, Kňaz, List, Ľudská hra) paralelně v češtině "Tvář v rose"

### Televizní adaptace
- 1966 Stretnutie [1]
- 1968 Dáma [2]
- 1968 Sedliak [3]
- 1969 Malka [4]
- 1971 Nevesta hôľ, film [5]
- 1983 Život bez konca, televizní seriál

### Divadelní adaptace
- 1986,[6] 2009,[7][8] 2015 Nevesta hôľ, SND [9] [10][11][12][13][14][15]
- 2008 Piargy, DAB [16][17]
- 2018 Slovensko v obrazoch [18]

### Filmové adaptace
- 2022 Piargy (režie Ivo Trajkov) [19]